# Parco etnobotanico di Omora
Il parco etnobotanico di Omora (Parque Etnobotánico Omora) è un'area naturale protetta del Cile situata a 4 km ad ovest di Puerto Williams sull'Isola di Navarino all'estremo sud della Regione di Magellano e dell'Antartide Cilena. È centro di ricerca, educazione e conservazione della riserva della biosfera di Capo Horn.

## Descrizione
Il parco protegge una grande varietà di flora endemica della ecoregione subantartica di Magellano. È aperto al pubblico, all'educazione sia formale che informale. All'interno dei suoi confini si trovano foreste decidue (Nothofagus antarctica e Nothofagus pumilio) e foreste di latifoglie sempreverdi (Nothofagus betuloides), così come paludi ed ecosistemi andini. Sono presenti diversi muschi, licheni ed epatiche che vanno a formare ciò che gli scienziati del parco di Omora chiamano foreste in miniatura di Capo Horn.
Il fondatore e direttore  Ricardo Rozzi ha inaugurato al parco di Omora la pratica della filosofia ambientale in campo. Dalla sua creazione nell'anno 2000, il parco di Omora, i suoi partner e i suoi colleghi hanno avviato una iniziativa di conservazione transdisciplinare bioculturale che ha portato alla creazione della riserva della biosfera di Capo Horn. Attualmente lo sostengono un consorzio di istituzioni comprendenti la Fundación Omora, l'Instituto de Ecología y de Biodiversidad (IEB-Chile) e la Universidad de Magallanes in Cile, in collaborazione con l'Università del Nord Texas e il Center for Environmental Philosophy negli Stati Uniti. Inoltre, è gemellato dal 2006 con il Parco nazionale delle Dolomiti Bellunesi.
Un esempio del modo in cui il parco di Omora cerca di coniugare la teoria e la pratica si può trovare nella iniziativa ecoturismo con la lente d'ingrandimento.

## Riconoscimenti
- Fondazione per la Sintesi Scientifica
  - 2008 - Premio Science and Practice of Ecology and Society Award